# 305
Період тетрархії у Римській імперії. У Китаї править династія Західна Цзінь, в Японії триває період Ямато. У Персії править династія Сассанідів.
На території лісостепової України Черняхівська культура. У Північному Причорномор'ї готи й сармати.

## Події
- 1 травня римський імператор Діоклетіан (~245-316), що почав службу звичайним солдатом і правив імперією двадцять років, добровільно відмовився від влади і провів решту свого життя на острові Спліт. Його співправитель у західній частині імперії, Максиміан, також зрікся престолу. Августом на сході став колишній східний цезар Галерій, новим цезарем він призначив Максиміна. На заході августом став Констанцій I Хлор, цезарем — Флавій Север.
- Констанцій Хлор просить Галерія відпустити свого сина Костянина, і той вирушає до батька в Британію воювати з піктами.
- Продовжуються репресії проти християн.
- Завершилося будівництво палацу Діоклетіана.

## Народились
- Дамасій I, майбутній папа римський. (дата приблизна)

## Померли
- Свята Катерина
- Святий Савин
- Святий Пантелеймон
- Святий Юліан Тарсійський
- Цзо Сі, поет.